# Asedio de Lüshun
El Asedio de Lüshun fue un conflicto militar entre los Jin posteriores y la dinastía Ming. En el verano de 1634, Jin atacó y conquistó la ciudad portuaria de  Lüshun de los Ming.

## Preámbulo
La ciudad de Lüshun había sido tomada brevemente una vez antes por los Jin en 1622, pero fue retomada poco después.
En la primavera de 1633, los ex comandantes Ming Kong Youde y Geng Zhongming desertaron a los Jin después de que su rebelión fue reprimido por las fuerzas Ming. Ofrecieron su experiencia en la guerra naval para tomar Lüshun.

## Curso de batalla
En el verano de 1634, un ejército de Jin atacó Lüshun. Después de seis días, los Jin habían perdido 4.000 hombres y todavía no podían tomar la ciudad. Sin embargo, la guarnición sufría de municiones menguantes. Al ver que la derrota era inminente, su comandante Huang Long envió un mensajero con sus sellos de oficina de regreso a Beijing.
Los Jin atacaron tanto desde el mar como desde tierra el séptimo día. Aunque los Ming lograron defenderse de la invasión naval, el asalto terrestre logró tomar las murallas y trajo la lucha a la ciudad. Huang y las guarniciones de la ciudad lucharon hasta que fueron rodeados, momento en el que Huang se suicidó y todas sus tropas fueron masacradas. En total, 5.000 soldados Ming murieron en el asedio.

## Secuelas
Los Jin dejaron 2.500 hombres para la guarnición de Lüshun y fue utilizada como base de operaciones para limpiar los restos de los Ming en el Mar de Bohai.